# Enrico II di Namur
Enrico di Courtenay (in francese: Henri II de Courtenay-Namur; 1212 – 1229) è stato Marchese di Namur, dal 1226 al 1229.

## Origine
Enrico, secondo la Chronica Albrici Monachi Trium Fontium, era figlio del signore di Courtenay, Marchese consorte di Namur, che era stato Conte consorte e poi conte reggente di Nevers d'Auxerre e di Tonnerre e futuro imperatore latino di Costantinopoli, Pietro II di Courtenay e della Marchesa di Namur e futura imperatrice reggente dell'impero latino di Costantinopoli, Iolanda di Fiandra, che, ancora secondo la Chronica Albrici Monachi Trium Fontium, era la figlia femmina secondogenita del Conte di Hainaut, Marchese di Namur e Conte di Fiandra, Baldovino V di Hainaut e della Contessa di Fiandra, Margherita d'Alsazia che, secondo la Flandria Generosa (Continuatio Claromariscensis) era la figlia femmina secondogenita del conte delle Fiandre, Teodorico di Alsazia (1099 circa – 4 gennaio 1168) e di Sibilla d'Angiò (1112 circa – 1165).
Pietro II di Courtenay, sempre secondo la Chronica Albrici Monachi Trium Fontium a monacho novi monasterii hoiensis interpolata era figlio di Pietro e della moglie Elisabetta di Courtenay , che secondo la Historia Regum Francorum era figlia del signore di Courtenay, Rinaldo e della prima moglie Helvise di Donjon.

## Biografia
Di Enrico si hanno pochissime notizie.
Sempre secondo la Chronica Albrici Monachi Trium Fontium, dopo che suo padre, Pietro era stato incoronato, a Roma, nel 1217, imperatore latino di Costantinopoli, durante il viaggio di trasferimento fu assalito e fatto prigioniero dal Despota d'Epiro, Teodoro Angelo Comneno Ducas, e di lui non si ebbero più notizie, mentre la madre, Iolanda, con le sue sorelle giunse a Costantinopoli, via mare, e dovette regnare come reggente.
 Poco dopo (1219), però, sua madre, Iolanda morì. Le succedette il suo secondo figlio Roberto di Courtenay, dopo il rifiuto del trono opposto dal primogenito Filippo, che le era succeduto, nel Marchese di Namur.
Enrico, a sette anni, era rimasto orfano ed era, sempre secondo la Chronica Albrici Monachi Trium Fontium, sotto la tutela di un cavaliere: Enguerrand III de Coucy, signore di Coucy.
Secondo la Chronique de Guillaume de Nangis, Collection des Mémoires relatifs à l'histoire de France, nel 1226, suo fratello, Filippo II, Marchese di Namur, al seguito del re di Francia, Luigi VIII, prese parte alla crociata albigese; quando arrivarono ad Avignone, alcuni cavalieri cominciarono ad ammalarsi, continuarono ad avanzare e arrivarono a Tolosa, con facilità; durante il ritorno verso nord, la malattia fece altre vittime, tra cui lo stesso re e suo fratello Filippo II, Marchese di Namur.
Enrico, ancora sotto tutela, gli succedette come Enrico II.
Quando suo fratello, Roberto, imperatore latino di Costantinopoli, nel 1228 morì, Enrico rifiutò il trono di Costantinopoli, che fu occupato dal fratello undicenne, Baldovino, sotto la reggenza di Giovanni di Brienne.
Ancora secondo la Chronica Albrici Monachi Trium Fontium, Enrico (comite Namucensi Henrici puero) morì poco dopo, nel 1229, ancora sotto la tutela di Enguerrand (sub tutela Ingelranni de Coci). Dopo la sua morte, il marchesato venne occupato da Enrico I, Conte di Vianden, marito della sorella, Margherita, che gli succedette come Margherita I.

## Discendenza
Enrico morì giovane senza essersi sposato e di lui non si conosce alcuna discendenza.

## Ascendenza
|                         |                         |                          | Genitori                 |  |  | Nonni |  |  | Bisnonni            |  |  | Trisnonni            |  |
|                         |                         |                          |                          |  |  |       |  |  | Luigi VI di Francia |  |  | Filippo I di Francia |  |
|                         |                         |                          |                          |  |  |       |  |  | Luigi VI di Francia |  |  | Filippo I di Francia |  |
|                         |                         | Berta d'Olanda           |                          |  |  |       |  |  | Luigi VI di Francia |  |  |                      |  |
| Pietro I di Courtenay   |                         |                          |                          |  |  |       |  |  | Luigi VI di Francia |  |  |                      |  |
|                         |                         | Adelaide di Savoia       | Umberto II di Savoia     |  |  |       |  |  |                     |  |  |                      |  |
|                         |                         | Adelaide di Savoia       | Umberto II di Savoia     |  |  |       |  |  |                     |  |  |                      |  |
|                         |                         | Adelaide di Savoia       | Giselda di Borgogna      |  |  |       |  |  |                     |  |  |                      |  |
| Pietro II di Courtenay  |                         | Adelaide di Savoia       |                          |  |  |       |  |  |                     |  |  |                      |  |
|                         |                         | Rinaldo di Courtenay     | Miles di Courtenay       |  |  |       |  |  |                     |  |  |                      |  |
|                         |                         | Rinaldo di Courtenay     | Miles di Courtenay       |  |  |       |  |  |                     |  |  |                      |  |
|                         |                         | Rinaldo di Courtenay     | Ermengarda di Nevers     |  |  |       |  |  |                     |  |  |                      |  |
| Elisabetta di Courtenay |                         | Rinaldo di Courtenay     |                          |  |  |       |  |  |                     |  |  |                      |  |
|                         |                         | Helvise di Donjon        | Ferry di Donjon          |  |  |       |  |  |                     |  |  |                      |  |
|                         |                         | Helvise di Donjon        | Ferry di Donjon          |  |  |       |  |  |                     |  |  |                      |  |
|                         |                         | Helvise di Donjon        | …                        |  |  |       |  |  |                     |  |  |                      |  |
| Enrico II di Namur      |                         | Helvise di Donjon        |                          |  |  |       |  |  |                     |  |  |                      |  |
|                         | Baldovino IV di Hainaut | Baldovino III di Hainaut |                          |  |  |       |  |  |                     |  |  |                      |  |
|                         | Baldovino IV di Hainaut | Baldovino III di Hainaut |                          |  |  |       |  |  |                     |  |  |                      |  |
|                         | Baldovino IV di Hainaut | Iolanda di Gheldria      |                          |  |  |       |  |  |                     |  |  |                      |  |
| Baldovino V di Hainaut  | Baldovino IV di Hainaut |                          |                          |  |  |       |  |  |                     |  |  |                      |  |
|                         |                         | Alice di Namur           | Goffredo I di Namur      |  |  |       |  |  |                     |  |  |                      |  |
|                         |                         | Alice di Namur           | Goffredo I di Namur      |  |  |       |  |  |                     |  |  |                      |  |
|                         |                         | Alice di Namur           | Ermesinda di Lussemburgo |  |  |       |  |  |                     |  |  |                      |  |
| Iolanda di Fiandra      |                         | Alice di Namur           |                          |  |  |       |  |  |                     |  |  |                      |  |
|                         |                         | Teodorico di Alsazia     | Teodorico II di Lorena   |  |  |       |  |  |                     |  |  |                      |  |
|                         |                         | Teodorico di Alsazia     | Teodorico II di Lorena   |  |  |       |  |  |                     |  |  |                      |  |
|                         |                         | Teodorico di Alsazia     | Gertrude delle Fiandre   |  |  |       |  |  |                     |  |  |                      |  |
| Margherita I di Fiandra |                         | Teodorico di Alsazia     |                          |  |  |       |  |  |                     |  |  |                      |  |
|                         |                         | Sibilla d'Angiò          | Folco V d'Angiò          |  |  |       |  |  |                     |  |  |                      |  |
|                         |                         | Sibilla d'Angiò          | Folco V d'Angiò          |  |  |       |  |  |                     |  |  |                      |  |
|                         |                         | Sibilla d'Angiò          | Eremburga del Maine      |  |  |       |  |  |                     |  |  |                      |  |
|                         |                         | Sibilla d'Angiò          |                          |  |  |       |  |  |                     |  |  |                      |  |

### Fonti primarie
- (LA)  Monumenta Germaniae Historica, Scriptores, tomus IX.
- (LA)  Monumenta Germaniae Historica, Scriptores, tomus XXIII.
- (LA)  Recueil des historiens des Gaules et de la France, tomus XII.
- (LA)  Recueil des historiens des Gaules et de la France, tomus XVIII.
- (FR)  Chronique de Guillaume de Nangis, Collection des Mémoires relatifs à l'histoire de France.
- (FR)  Recueil des historiens des croisades. Historiens occidentaux. Tome second.

### Letteratura storiografica
- D.M. Nicol, "La quarta crociata e gli imperi greco e latino, 1204 - 1261", cap. XIV, vol. III (L'impero bizantino) della Storia del mondo medievale, 1999, pp. 503–558
- (FR)  Histoire du comté de Namur